# PSV 에인트호번

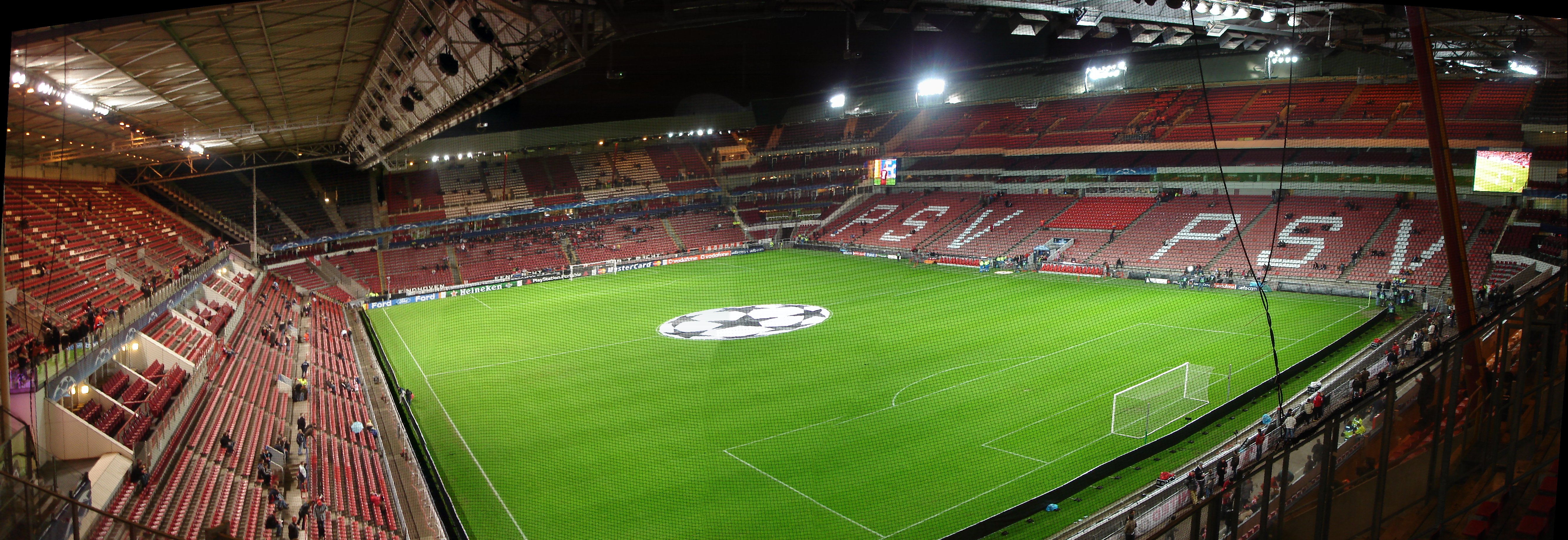
필립스 경기장

필립스 스포르트 퍼레이니힝(네덜란드어: Philips Sport Vereniging) 또는 필립스 스포츠 연합은 흔히 PSV 에인트호번 또는 PSV로 알려져 있으며, 네덜란드 노르트브라반트주 에인트호번에 근거지를 둔 축구 팀으로 1913년 8월 31일에 에인트호번에 본사를 둔 세계적 전자기기 업체인 필립스사의 직원들에 의해 창단되었다. 구단은 1956년 이후로부터 줄곧 네덜란드 최상위 리그인 에레디비시에서 활약하고 있다. 팬들은 스스로를 부런(네덜란드어: Boeren)이라고도 칭하며, 이는 농부들이라는 뜻을 지니고 있다. 구단의 연고지인 노르트브라반트주와 에인트호번은 대도시와 거리가 먼 곳인 만큼, 이 별칭은 팬들이 그들의 지역에 대한 자부심을 드러낸 것이다.
네덜란드의 축구 리그인 에레디비시에서 AFC 아약스, 페예노르트와 함께 ‘빅3’로 불린다. 2017년 현재까지 총 23회의 리그 우승컵을 들어올렸으며, 1988년 현재의 UEFA 챔피언스리그의 전신인 유러피언컵에서 우승하였다.
2004-05 시즌에는 리그 우승을 차지함과 동시에 UEFA 챔피언스리그에서 4강까지 진출하였지만 4강전에서 AC 밀란에게 원정 다득점 원칙에 의해 아쉽게 결승 진출이 좌절되기도 하였다. 2004-05 시즌부터 2007-08 시즌까지 리그 4연패를 달성한 후에는 7시즌 동안 우승컵을 들지 못하였으나 2014-15 시즌에는 우승, 2015-16 시즌에도 우승을 하며 리그 2연패를 달성하였다. 2017-18 시즌에는 아약스와의 경기에서 이기고 우승을 확정하였다.

## 선수 명단

### 현재 선수 명단
2025년 7월 9일 기준
참고: FIFA 자격 규정에 따라 소속된 국가대표팀 국기를 표시합니다. 선수는 복수의 FIFA 비회원국 국적을 가지고 있을 수 있습니다.
| 번호 | 포지션 | 국적 | 이름              |
| ---- | ------ | ---- | ----------------- |
| 4    | DF     |      | 아르만도 오비스포 |
| 10   | FW     |      | 노아 랭           |
| 17   | MF     |      | 마우루 주니오르   |

| 번호 | 포지션 | 국적   | 이름              |
| ---- | ------ | ------ | ----------------- |
| 21   | FW     | 모로코 | 쿠하이브 드리우시 |
| 22   | MF     |        | 예르디 스하우턴   |
| 24   | GK     |        | 니엑 식스         |

#### 임대 중
참고: FIFA 자격 규정에 따라 소속된 국가대표팀 국기를 표시합니다. 선수는 복수의 FIFA 비회원국 국적을 가지고 있을 수 있습니다.
| 번호 | 포지션 | 국적     | 이름                              |
| ---- | ------ | -------- | --------------------------------- |
| —    | DF     |          | 데릭 루카선 (→ 카슴파샤)          |
| —    | MF     | 체코     | 미할 사딜레크 (→ 슬로반 리베레츠) |
| —    | FW     | 포르투갈 | 브루마 (→ 올림피아코스)           |
| —    | MF     |          | 도안 리쓰 (→ 아르미니아 빌레펠트) |

| 번호 | 포지션 | 국적 | 이름                                  |
| ---- | ------ | ---- | ------------------------------------- |
| —    | DF     |      | 저스틴 더 하스 (→ 디나모 자그레브 II) |
| —    | DF     |      | 리코 제이게르스 (→ MVV 마스트리흐트)  |
| —    | MF     |      | 단테 리고 (→ ADO 덴하흐)              |

## 역대 감독
| 감독               | 임기      |
| ------------------ | --------- |
| 류비샤 브로치치    | 1956~1957 |
| 류비샤 브로치치    | 1959~1960 |
| 프란츠 빈더        | 1960~1962 |
| 거스 히딩크        | 1987~1990 |
| 딕 아드보카트      | 1994~1998 |
| 바비 롭슨          | 1998~1999 |
| 거스 히딩크        | 2002~2006 |
| 로날트 쿠만        | 2006~2007 |
| 딕 아드보카트      | 2012~2013 |
| 필립 코쿠          | 2014~2018 |
| 마르크 판 보멀     | 2018~2019 |
| 반 니스텔로이      | 2022~2023 |
| 프레드 뤼턴 (대행) | 2023      |
| 페터르 보스        | 2023 ~    |

## 우승 타이틀

### 국내 대회
- 에레디비시 : 26회
  - 1928–29, 1934–35, 1950–51, 1962–63, 1974–75, 1975–76, 1977–78, 1985–86, 1986–87, 1987–88, 1988–89, 1990–91, 1991–92, 1996–97, 1999–00, 2000–01, 2002–03, 2004–05, 2005–06, 2006–07, 2007–08, 2014–15, 2015–16, 2017–18, 2023-24, 2024-25

- KNVB컵 : 11회
  - 1949–50, 1973–74, 1975–76, 1987–88, 1988–89, 1989–90, 1995–96, 2004–05, 2011–12, 2021–22, 2022-23

- 요한 크라위프 스할 : 11회
  - 1992, 1996, 1997, 1998, 2000, 2001, 2003, 2008, 2012, 2015, 2016

### 국제 대회
- UEFA 챔피언스리그 : 1회
  - 1987–88

- UEFA 유로파리그 : 1회
  - 1977–78

- 트로페오 테레사 에레라
  - 1988

- 인터콘티넨털컵 : 준우승 1회
  - 1988

## 역대 주장
| 기간      | 이름                | 비고   |
| --------- | ------------------- | ------ |
| 1983–1986 | 할바르 토레센       | [ 1 ]  |
| 1986–1987 | 뤼트 휠릿           | [ 1 ]  |
| 1987–1992 | 에릭 헤러츠         | [ 1 ]  |
| 1992–1993 | 헤랄트 파넨뷔르흐   |        |
| 1993–1994 | 어윈 쿠만           |        |
| 1994–1998 | 아터 누만           |        |
| 1998–2000 | 뤽 닐리스           | [ 2 ]  |
| 2000–2005 | 마르크 판 보멀      | [ 3 ]  |
| 2005–2007 | 필립 코퀴           | [ 4 ]  |
| 2007–2010 | 티미 시몬스         | [ 5 ]  |
| 2010–2011 | 이브라힘 아펠라이   | [ 6 ]  |
| 2011      | 올란도 엥헬라르     | [ 7 ]  |
| 2011–2012 | 올라 토이보넨       | [ 8 ]  |
| 2012–2013 | 마르크 판 보멀      | [ 9 ]  |
| 2013–2015 | 조르지니오 베이날뒴 | [ 10 ] |
| 2015–2017 | 뤽 데 용            | [ 11 ] |
| 2017–2018 | 마르코 판 힝컬      |        |
| 2018-2019 | 뤽 더 용            |        |
| 2019–2020 | 이브라힘 아펠라이   |        |
| 2020–     | 덴젤 둠프리스       |        |

## 같이 보기
- 에레디비시
- AFC 아약스
- 페예노르트
- 박지성
- 이영표